# شانيدار زد ( أمراة النياندرتال )
شانيدار زد  هي امرأة نياندرتال عاشت قبل حوالي  75 ألف عام و تم العثور على جمجمة امرأة النياندرتال في كهف شاندر بإقليم كوردستان. بعد ان أعاد فريق من علماء الآثار من جامعة كامبريدج

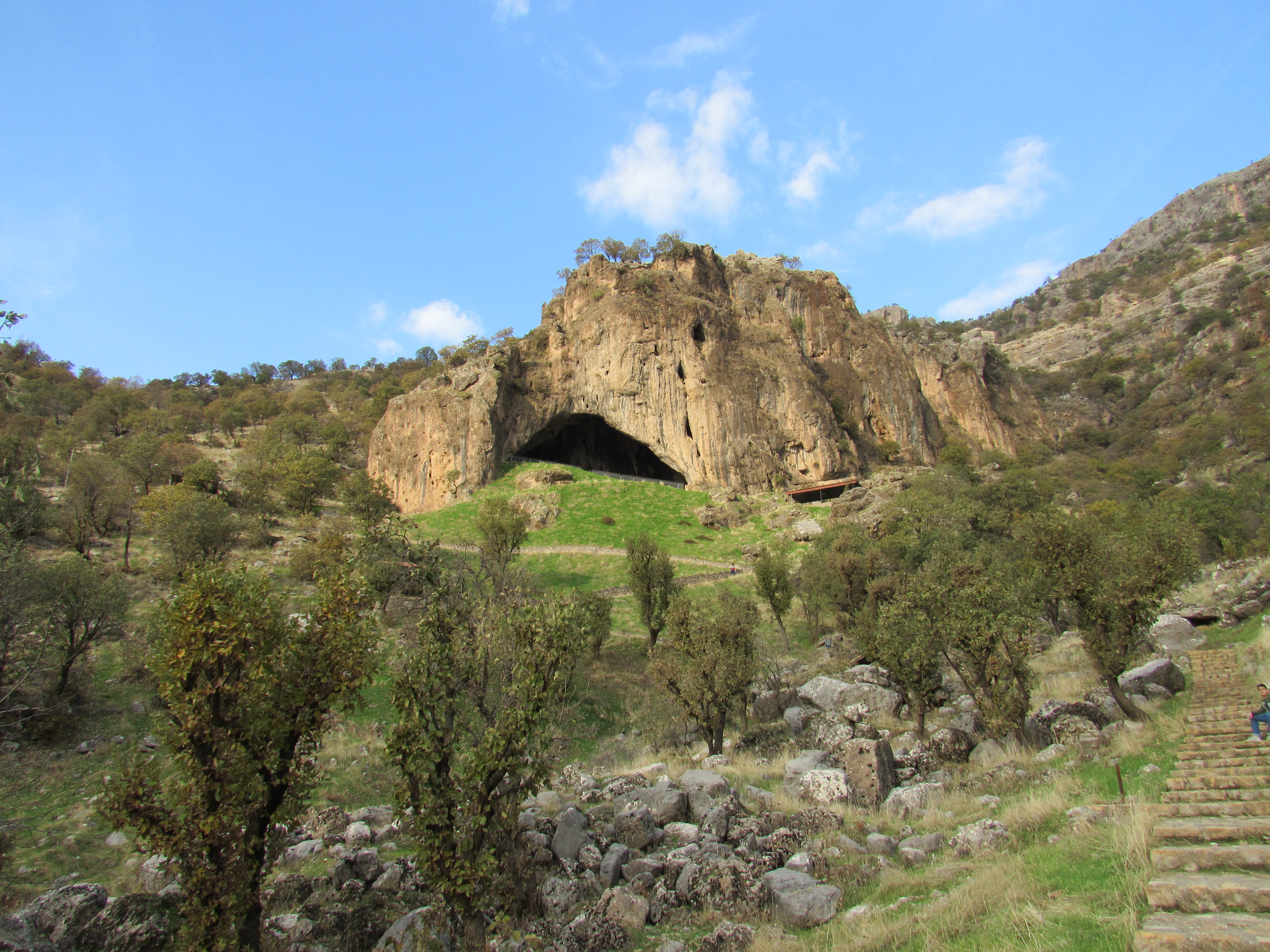
صورة لـ كهف شانيدار في اقليم كوردستان

تشكيل وجه امرأة من النياندرتال (الإنسان البدائي)، عمرها اكثر من 75 ألف سنة، بعد أن قاموا بالتنقيب عن جثتها في عام 2018..جاءالاكتشاف  النادر لجمجمة المرأة في كهف شاندر  بإقليم كوردستان،  حيث كان من المعروف أن إنسان هذه الحقبة التاريخية يدفن موتاه.ويُمكن أن يُشير الموقع إلى أن إنسان النياندرتال كان أكثر اهتمامًا وذكاءً عاطفيًا ممّا كان يُعتقدسابقًا.وعادت أنواع النياندرتال مراراً وتكراراً إلى كوردستان  لدفن موتاها، وفقاً للنتائج التي توصلت إليها جامعة كامبريدج، ونشرتها "يو أس توداي".وسرعان ما نال الكهف شهرة واسعة في إنكلترا بسبب اكتشاف العديد من إنسان  النياندرتال هناك في أواخر الخمسينيات بعد أن بدا أن جثثهم دفنت على التوالي.

## بقايا الكشافات

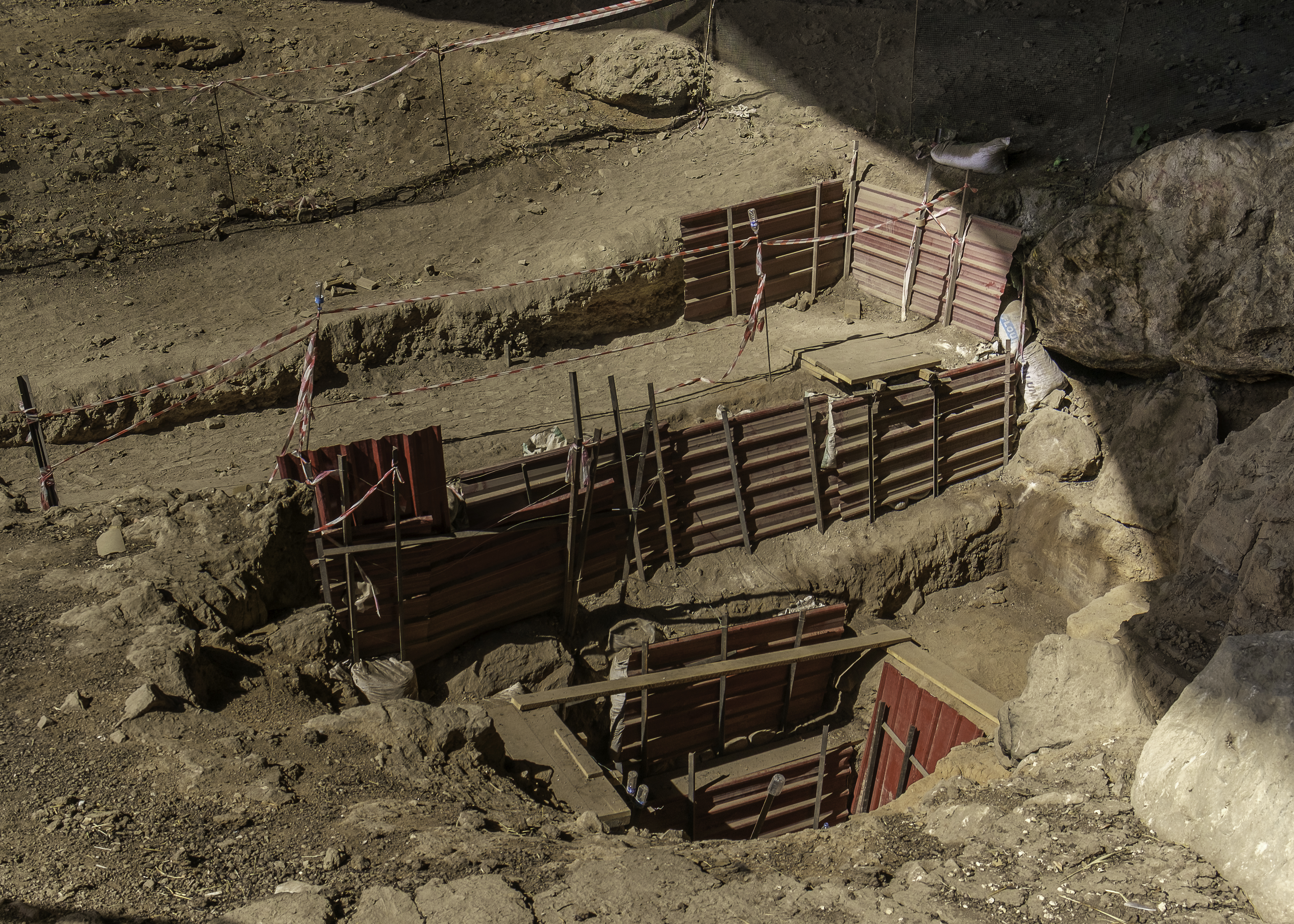
الحفيريات داخل كهف شاندر في اقليم كوردستان

يُعتقد بأن إنسان النياندرتال قد انقرض منذ أكثر من 40 ألف عام، ممّا يجعل اكتشافات بقايا جديدة "قليلة ومتباعدة"، وفقًا لما ذكرته كامبريدج ونقلته صحيفة النهار. تقول إيما بوميروي، عالمة الأنثروبولوجيا القديمة فيقسم الآثار بجامعة كامبريدج: "إن جماجم إنسان النياندرتال والبشر تبدو مختلفة تمامًا". تحتوي جماجم إنساننياندرتال على نتوءات جبين ضخمة، وتفتقر إلى الذقن، مع وجه وسط بارز يؤدي إلى أنوف أكثر بروزًا. لكن الوجه المُعاد تشكيله يشير إلى أن هذه الاختلافات لم تكن صارخة في الحياة". وإن اختلاف جماجم إنسان النياندرتال عن جماجم البشر يمكن أن يشير إلى أن التهجين حدث بين جنسنا البشري منذ آلاف السنين"، مما يعني أنّه "إذا كان هذا صحيحًا، فإن كلّ شخص على قيد الحياة اليوم تقريبًا لا يزال لديه الحمض النووي للنياندرتال".

## معلومات عن الجمجمة المكتشفة
تم العثور على القبر عن طريق "ابو هركي " وثم سُميت الجُمجُمة بـ ( شانيدار زاد) كانت امرأة طولها 5 أقدام في منتصف الأربعينات من عمرها. وحدّد الفريق جنسهاوعمرها من خلال مراقبة مينا أسنانها وجسدها. وعثر فريق كامبريدج على بقايا شانيدار، والنصف العلويّ منجسدها، وهم يعتقدون بأنه تمّ التنقيب عن النصف السفليّ في عام 1960. ويحتمل الباحثون أن يكون رأس  المرأة قد سُحق بعد وقت قصير نسبيًّا من وفاتها. وقال بيان كامبريدج: "عندما عثر عليها علماء الآثار، كانت الجمجمة مسطّحة، وسماكتها تبلغ نحو سنتيمترين". وقام الفريق بإزالة الجمجمة بوساطة "عشرات الكتل الصغيرة المغلّفةبالرقائق من تحت سبعة أمتار ونصف من التربة والصخور في قلب الكهف"، وفقًا لما ذكرته كامبريدج. وفي مختبر كامبريدج، أجرى الباحثون "أشعة مقطعيّة دقيقة لكلّ كتلة قبل تخفيف الصّمغ تدريجيّا، واستخداموا عملياتالمسح لتوجيه استخراج شظايا العظام". وتمّ تجميع أكثر من 200 قطعة من جمجمة (شانيدار زاد) من قبل مسؤولة الترميم الرئيسية، لوسيا لوبيز بولين، لإعادتها إلى شكلها الأصليّ، وفقًا لكامبريدج.

## عملية اعادة جمجمة ( شانيدار زد )
وضحت مسؤولة في كامبريدج: "يتمّ تنظيف كلّ جزء من الجمجمة بلطفٍ في الوقت الذي تتمّ فيه إضافة الغراءوالموادّ المتماسكة لتثبيت العظام، والتي يمكن أن تكون ناعمة جدًا، وتشبه الالتساق البسكويت المغمّس في الشاي. إنّها مثل أحجية الصور المقطوعة ثلاثية الأبعاد وعالية المخاطر. ويمكن أن تستغرق معالجة كتلة واحدة نحوأسبوعين". وقالت كامبريدج إنه بمجرّد إعادة بنائها، تمّ مسح سطح جمجمة شانيدار وطباعتها بأبعادها الثلاثية، ممّاشكّل "أساس الرأس المُعاد بناؤه"، الذي أنشأه فنّانَا الحفريات أدري وألفونس كينيس. ووفقاً للجامعة، قام التوأمان المتماثلان ببناء طبقات من العضلات والجلد ليكشفا عن الوجه. وأوضحت الجامعة أنه أثناء وجودهما في داخل الكهف، حيث تمّ التنقيب عن شانيدار، لاحظ الفريق وجود "صخرة عمودية ضخمة"، يعتقدون أنّها كانت بمثابة علامة فارقة لإنسان النياندرتال لتحديد موقع معيّن للدفن المتكرّر. ووفق مجموعات البحث، فإن الطريقة التي تظهربها البقايا في الكهف "تظهر علامات على نوع من التعاطف" حيث كانت "شانيدار زاد" تتكئ على جانبها، وكانت يدها اليسرى ملتوية تحت رأسها، وكانت الصخرة خلف الرأس بمثابة وسادة صغيرة. ويعتقد علماء الآثار بأن الصخرة ربماوُضعت هناك مع .

## مقالات موثوقة بالأنجليزية
BBC
National Geographic
Daily mail
University of Cambridge
Rudaw
CNN
Kurdistan 24
 Anthropology
CBS News
Sky News
Yahoo
 Archaeology Magazine

## مقالات الموثوقة بالعربي
اليوم السابع 
سي ان ان العربية 
قناة العربية 
تلفزيون العربي 
الشرق الأوسط 
أخبار اليوم 
أر تي العربي 
صحيفة الإيام البحرينية 
قناة الحرة 
جريدة المدى 
العربي الجديد 